# 角川集團亞洲
角川集團亞洲有限公司（Kadokawa Holdings Asia Limited），簡稱KHA，是日本角川集團在香港註冊的海外控股公司。

## 概要
創立之初，為協調聯繫角川集團與中國公司之間的出版、影視業務；現則統括角川集團在亞洲各事業之持股，並從事相關投資。

## 沿革
- 2005年4月14日成立角川集團中國有限公司（Kadokawa Holdings China Limited，KHC），並於4月22日下設角川香港有限公司（Kadokawa Hong Kong Limited）處理當地商業往來；[1][3]同年11月，收購香港「洲立集團」70%股份成為該公司主要股東，由其逐步承接角川集團影音產品在香港發行等事務。
- 2007年4月1日，為強化角川集團電影事業基礎，將角川集團中國及其子公司納入「角川映畫」體系；[4]同年6月，洲立集團改名為「角川洲立集團」，成立「角川洲立出版（亞洲）有限公司」接替角川香港出版業務。
- 2010年4月12日，與「湖南天聞動漫傳媒有限公司」合資成立「廣州天聞角川動漫有限公司」。
- 2011年1月1日，因應組織調整，隨著角川映畫體系併入角川書店旗下。
- 2013年1月3日，角川集團中國變更商號「角川集團亞洲有限公司」。
- 2013年7月5日，將角川洲立集團的全部持股售予豐德麗。[5][6]
- 2018年6月12日，设立角川青羽（上海）文化创意有限公司，专营IP授权与开发。[7]

## 旗下關係企業
- 香港角川有限公司
- 廣州天聞角川動漫有限公司
- 台灣角川股份有限公司
- 角川平方集团（马来西亚）
- 角川青羽（上海）文化创意有限公司
- Kadokawa Amarin Company Ltd
- J-GUIDE Marketing Co., Ltd

## 相關項目
- 角川集團
- 角川映畫
- 角川書店
- 角川洲立
- 角川平方
- 天聞角川
- 台灣角川
- 香港角川

## 註解
1. ↑  不含中國大陸影城事業，該部分事業由角川集團美國(香港)有限公司負責。